# Hlib Hraczow
Hlib Pawłowycz Hraczow, ukr. Гліб Павлович Грачов (ur. 15 maja 1997 w Popasnej, w obwodzie ługańskim, Ukraina) – ukraiński piłkarz, grający na pozycji obrońcy.

## Kariera piłkarska

### Kariera klubowa
Wychowanek Wyższej Szkoły Kultury Fizycznej w Ługańsku i klubu Metałurh Donieck, barwy których bronił w juniorskich mistrzostwach Ukrainy (DJuFL). 20 sierpnia 2014 rozpoczął karierę piłkarską w drużynie juniorskiej Metałurha Donieck. Po rozformowaniu Metałurha latem 2015 przeniósł się do Stali Kamieńskie, a 16 lipca 2017 debiutował w podstawowym składzie klubu. 16 lipca 2018 podpisał kontrakt z Czornomorcem Odessa. 31 stycznia 2020 opuścił odeski klub.